# De Burgemeester
De Burgemeester is een restaurant in Linschoten. De eetgelegenheid heeft sinds 2010 een Michelinster.

## Locatie
Het restaurant is centraal gelegen in het Utrechtse dorp Linschoten, dat onderdeel is van de gemeente Montfoort. Het gebouw waarin het restaurant zich bevindt stamt uit 1917 en deed dienst als raadhuis.

## Geschiedenis

### Tijdperk Tesink
Oprichter Bernard Tesink wist al op jonge leeftijd dat hij kok wilde worden. Op de middelbare hotelschool stelde hij zijn ambitie echter bij en ontwikkelde hij zich om  gastheer te worden. Na zijn studie werkte Tesink in het hogere segment.
In mei 1994 opende Tesink restaurant De Burgemeester in Linschoten. Het restaurant werd in 2010 onderscheiden met een Michelinster door de Franse bandenfabrikant. Tesink werd in februari 2014 SVH Meestergastheer.
In december 2015 werd bekend dat het restaurant na 22 jaar overgenomen zou worden. De nieuwe eigenaren zijn werknemers Sander Spruijt, die al sinds 2013 werkzaam was in De Burgemeester en diens partner Anne Hovels. Tesink zelf wilde zich toeleggen op zijn wijnhandel en delicatessenwinkel.

### Tijdperk Spruijt
De in Montfoort geboren chef-kok Sander Spruijt en uit Neede afkomstige gastvrouw Anne Hovels, leerden elkaar kennen in het met twee Michelinsterren bekroonde restaurant Ciel Bleu, waar ze beiden werkten. Op 1 januari 2016 zijn zij officieel de nieuwe eigenaren geworden van restaurant De Burgemeester.
Het restaurant heeft zijn Michelinster behouden na de overname. Op dat moment was Sander Spruijt met zijn 24-jarige leeftijd de jongste chef van Nederland met een ster. De zaak had in 2024 16 van de 20 punten in de GaultMillau-gids.